# 村山古郷
村山 古郷（むらやま こきょう、1909年6月19日 - 1986年8月1日）は、昭和期の俳人。京都府京都市下京区仏具屋町出身。本名・正三。兄の村山葵郷、姉のたかも俳人。

## 略歴
1939年、國學院大學国文科卒。
保善商業教諭を経て、1941年、日本郵船に入社。内田百閒に師事。
俳句は少年時代、兄・葵郷の手ほどきを受ける。「草上」同人を経て、1932年「東炎」同人となる。戦後、1946年「べんがら」を、1952年「たちばな」を創刊したが、1955年石田波郷の知遇をえて「鶴」同人となる。1978年山路閑古のあとを継いで鴫立庵第二十世庵主。
俳誌『嵯峨野』を主宰、俳人協会理事を務めた。1978年、『明治俳壇史』で芸術選奨文部大臣賞受賞。1985年、勲四等瑞宝章。

## 著書
- 少國民の爲の俳句の本 青山出版社, 1942.11
- 城ケ島 べんがら発行所, 1946
- 天水桶 べんがら発行所, 1948
- 軒 七洋社, 1949
- ひとり旅 たちばな発行所, 1953
- 西京 竹頭社, 1962
- 大須賀乙字伝 俳句研究社, 1965
- 文人の俳句 桜楓社, 1965
- 俳句もわが文学 小説家・歌人・詩人の俳句 永田書房, 1972
- 石田波郷伝 角川書店, 1973
- 俳句もわが文学 完 永田書房, 1975
- かくれ蓑 永田書房, 1977
- 明治俳壇史 角川書店, 1978
- 百間先生の面会日 角川書店, 1980
- 大正俳壇史 角川書店, 1980
- 村山古郷集 俳人協会, 1980
- 明治大正俳句史話 角川書店, 1982
- 明治の俳句と俳人たち 河出書房新社, 1983
- 金閣 永田書房, 1983
- 文人句集書誌 明治書院, 1985
- 昭和俳壇史 角川書店, 1985
- 古京 角川書店, 1986
- 波郷さんのベレー帽 富士見書房, 1987
- 季題別村山古郷全句集 季書房, 1997

## 編纂
- 芥川龍之介句集 我鬼全句 永田書房, 1976
- 俳句用語の基礎知識 山下一海共編 角川選書, 1984